# Giovanni Orlandi
Giovanni Orlandi (fl. XI secolo) è stato un politico e ammiraglio italiano.

## Biografia
Giovanni nacque dalla famiglia nobiliare degli Orlandi. Fin da giovane fu avviato alla carriera militare e politica, divenendo ben presto ammiraglio e console.
Nell'estate del 1063, Giovanni saccheggiò la città di Palermo portando grandi ricchezze alla repubblica marinara di Pisa. Dopo tale successo, con la decima parte del bottino, diede inizio alla costruzione del duomo di Pisa. Giovanni Orlandi inoltre divenne duce di Pisa.